# Görög női kézilabda-bajnokság (első osztály)
Az A1 Ethnikí a legmagasabb osztályú görög női kézilabda-bajnokság. A bajnokságot 1982 óta rendezik meg. Jelenleg tíz csapat játszik a bajnokságban, a legeredményesebb klub az Anajéniszi Ártasz, a címvédő az OF Néasz Joníasz.

## Kispályás bajnokságok
| Év   | 1. hely             | 2. hely                    | 3. hely                    |
| ---- | ------------------- | -------------------------- | -------------------------- |
| 1982 | Árisz Nikéasz       | ANO Glifádasz              | Mégasz Aléxandrosz Janicón |
| 1983 | Árisz Nikéasz       |                            |                            |
| 1984 | Árisz Nikéasz       | Mégasz Aléxandrosz Janicón | Észperosz Pátrasz          |
| 1985 | Árisz Nikéasz       | GE Vériasz                 | Észperosz Pátrasz          |
| 1986 | Athinaikósz Athinón | Mégasz Aléxandrosz Janicón | Árisz Nikéasz              |
| 1987 | Athinaikósz Athinón | Mégasz Aléxandrosz Janicón | Árisz Nikéasz              |
| 1988 | GE Vériasz          | OF Néasz Joníasz           | Athinaikósz Athinón        |
| 1989 | GE Vériasz          | Árisz Nikéasz              | Aríon Ptolemaídasz         |
| 1990 | GE Vériasz          | Árisz Nikéasz              | Aríon Ptolemaídasz         |
| 1991 | GE Vériasz          | ASZE Dúka                  | Árisz Nikéasz              |
| 1992 | GE Vériasz          | ASZE Dúka                  | Athinaikósz Athinón        |
| 1993 | GE Vériasz          | ASZE Dúka                  | Anajéniszi Ártasz          |
| 1994 | ASZE Dúka           | Anajéniszi Ártasz          | GE Vériasz                 |
| 1995 | Anajéniszi Ártasz   | ASZE Dúka                  | Kíklopesz Alexandrúpolisz  |
| 1996 | Anajéniszi Ártasz   | GE Vériasz                 | Athinaikósz Athinón        |
| 1997 | Anajéniszi Ártasz   | Athinaikósz Athinón        | GE Vériasz                 |
| 1998 | Anajéniszi Ártasz   | Fíliposz Vériasz           | GE Vériasz                 |
| 1999 | Anajéniszi Ártasz   | Fíliposz Vériasz           | Elpídesz Drámasz           |
| 2000 | Anajéniszi Ártasz   | Makedonikósz Neápolisz     | Fíliposz Vériasz           |
| 2001 | Anajéniszi Ártasz   | Ethnikósz Kozánisz         | Thríamvosz Patrón          |
| 2002 | Anajéniszi Ártasz   | OF Néasz Joníasz           | Thríamvosz Patrón          |
| 2003 | Anajéniszi Ártasz   | OF Néasz Joníasz           | Ormí Pátrasz               |
| 2004 | Anajéniszi Ártasz   | Ormí Pátrasz               | Panathlitikósz Szikeón     |
| 2005 | Anajéniszi Ártasz   | Ormí Pátrasz               | Panathlitikósz Szikeón     |
| 2006 | Anajéniszi Ártasz   | Ormí Pátrasz               | OF Néasz Joníasz           |
| 2007 | Ormí Pátrasz        | Anajéniszi Ártasz          | OF Néasz Joníasz           |
| 2008 | Ormí Pátrasz        | Anajéniszi Ártasz          | Árisz Theszaloníkisz       |
| 2009 | Ormí Pátrasz        | Anajéniszi Ártasz          | OF Néasz Joníasz           |
| 2010 | Ormí Pátrasz        | OF Néasz Joníasz           | Anajéniszi Ártasz          |
| 2011 | Ormí Pátrasz        | OF Néasz Joníasz           | Anajéniszi Ártasz          |
| 2012 | Ormí Pátrasz        | Mégasz Aléxandrosz Janicón | OF Néasz Joníasz           |
| 2013 | PAOK Theszaloníkisz | Ormí Pátrasz               | OF Néasz Joníasz           |
| 2014 | OF Néasz Joníasz    | Anajéniszi Ártasz          | PAOK Theszaloníkisz        |
| 2015 | OF Néasz Joníasz    | Ormí Pátrasz               | PAOK Theszaloníkisz        |
| 2016 | OF Néasz Joníasz    | PAOK Theszaloníkisz        | Anajéniszi Ártasz          |
| 2017 | OF Néasz Joníasz    | PAOK Theszaloníkisz        | Anajéniszi Ártasz          |
| 2018 | OF Néasz Joníasz    | PAOK Theszaloníkisz        | GASZ Kamateru              |
| 2019 | PAOK Theszaloníkisz | OF Néasz Joníasz           | Anajéniszi Ártasz          |
| 2020 | PAOK Theszaloníkisz | OF Néasz Joníasz           | Anajéniszi Ártasz          |
| 2021 | PAOK Theszaloníkisz | ASZ Véria 2017             | OF Néasz Joníasz           |
| 2022 | PAOK Theszaloníkisz | OF Néasz Joníasz           | AESZK Pilaíasz             |
| 2023 | PAOK Theszaloníkisz | OF Néasz Joníasz           | AESZK Pilaíasz             |
| 2024 | OF Néasz Joníasz    | PAOK Theszaloníkisz        | AESZK Pilaíasz             |
| 2025 | OF Néasz Joníasz    | PAOK Theszaloníkisz        | Anajéniszi Ártasz          |

## Lásd még
- Görög férfi kézilabda-bajnokság (első osztály)